# Ошана
Ошана (на английски: Oshana) е един от тринадесетте региона на Намибия. Административен център е град Ошакати. Площта му е 8647 квадратни километра, а населението – 176 674 души (по преброяване от август 2011 г.). Името ошана означава кладенец и описва тази земя. Тя представлява плитка, сезоннонаводнявана депресия, която се е обособила в специфична агро екологична система. Комуникациите в региона силно се затрудняват през дъждовния сезон. Рибата, която се развъжда в Ошана е важен източник на протеин за местното население.
Трите града Ошакати, Онгведива и Ондангва образуват жилищна агломерация, която бързо нараства в последните години и формира важен търговски и индустриален комплекс. Заедно те формират и втория по големина район в Намибия с голяма концентрация на населението след столицата Виндхук. Въпреки това все още липсва нормална инфраструктура, липсват и много от услугите и удобствата характерни за урбанизираните райони от този размер. Голяма част от производството в северна Намибия е концентрирано тук.
Просото е основната отглеждана култура. Основно се отглеждат говеда, но говедовъдството в региона е екстензивно.
Региона е най-плътно населен в северната му част. Той има пряка връзка с Цумеб посредством главен автомобилен път между тях. Този факт благоприятства и развитието на товарния транспорт. В този смисъл е задължително и останалата част от пътната мрежа и комуникациите на региона да се подобрят значително. Ошакати и Ондангва имат общо летище. То се обслужва от средни по размери самолети и то само през светлата част на денонощието. Летището се използва едновременно и за пътнически и товарен транспорт. Сравнително добри болнични заведения функционират в Ошакати и Онциипа. Учебните заведения са все още твърде малко за да поемат необходимия брой ученици.
Ошана е един от трите региона на Намибия, които нямат външни граници. Съседните му региони са както следва:
- Охангвена е на север.
- Ошикото е на изток.
- Кунене е на юг.
- Омусати е на запад.

Регионът е разделен на девет избирателни окръга:
- Окаку с 19 262 жители
- Окатана с 15 562 жители
- Окатцали с 2.815 жители
- Омпунджа с 4423 жители
- Ондангва с 29 783 жители
- Онгведива с 27 396 жители
- Ошакати с 42 634 жители
- Ууквийю с 11 894 жители
- Уувидхия с 4357 жители